# Stéphane Gilli
Pour les articles homonymes, voir Gilli.
Stéphane Gilli, né le 30 avril 1974 à Ganges (Hérault), est un entraîneur de football français. Évoluant comme joueur amateur au poste de défenseur du milieu des années 90 jusqu'au début des années 2000, il est ensuite pendant plusieurs années entraîneur adjoint, principalement de Mécha Baždarević, dans différents clubs. Il est l'entraîneur du Paris Football Club depuis 2023.

## Biographie
Stéphane Gilli a eu une courte carrière de footballeur amateur avec l'équipe B du Nîmes Olympique, de l'UC Vergèze et au GC Lunel.
Il met un terme à sa carrière en 2001 et devient préparateur physique respectivement au CS sfaxien, Nîmes Olympique et au Fulham FC.
Il rejoint en 2003 Mécha Baždarević en tant qu'entraîneur adjoint qu'il suivra durant son parcours au Istres FC, l'ES Sahel, l'Al-Wakrah, le Grenoble Foot 38, le FC Sochaux, de nouveau l'Al-Wakrah, l'équipe nationale de la Bosnie-Herzégovine puis au Paris Football Club.
Leur collaboration prendra fin en 2019 quand le Bosnien est démis de ses fonctions par le club parisien, il dirigera provisoirement l'équipe avant de reprendre son rôle d'adjoint à l'arrivée de René Girard et quittera le club en 2020.
De 2020 à 2022 il est l'entraîneur adjoint de Vahid Halilhodžić pour l'équipe nationale du Maroc.
Il passe ensuite son BEPF et s'engagera en 2023 au Paris Football Club cette fois en qualité d'entraîneur principal pour succéder à Thierry Laurey. Il fait monter le club parisien en Ligue 1 à l'issue de la saison 2024-2025.